# 維多利亞鄉 (雅西縣)
47°18′N 27°36′E / 47.300°N 27.600°E
維多利亞鄉（羅馬尼亞語：Comuna Victoria, Iași），是羅馬尼亞的鄉份，位於該國東北部，由雅西縣負責管轄，面積62平方公里，海拔高度41米，2007年人口4,593，人口密度每平方公里74人。